# Rungue
Rungue (del mapudungún: Rüngi ‘colihue’) es una localidad rural a orillas del embalse Rungue, en el km 54 de la Ruta 5 norte, en la comuna de Tiltil, al norte de Santiago de Chile.

## Historia

### Historia prehispánica
Las “piedras tacitas” —concavidades hemisféricas talladas en afloramientos de roca— constituyen uno de los vestigios arqueológicos más característicos de Chile central. Su manufactura se remonta, al menos, al Arcaico Tardío (hace más de 10 000 años), cuando grupos cazadores-recolectores comenzaron a labrar estas oquedades para moler semillas, pigmentos u otros materiales, o bien para colectar agua en entornos semidesérticos.
En el sector de Tiltil-Rungue-Montenegro, donde hoy se localiza el sitio “Piedra Amarilla”, las tacitas muestran su mayor densidad: se han registrado 37 bloques con 137 cavidades asociadas principalmente al Periodo Alfarero Temprano (ca. 500 a. C. – 650 d. C.), aunque muchas fueron reutilizadas hasta tiempos históricos. Estudios lítico-morfotecnológicos indican que la forma —circular, elipsoide o cónica— y la distribución de las concavidades obedecen a patrones culturales persistentes en la región. La arqueobotánica y la etnografía andina-mapuche sugieren que, además de su función como morteros fijos, varias tacitas cumplían un rol ritual: se ubican en laderas con amplias visuales, cerca de cursos de agua estacionales y, en ocasiones, exhiben pares de cuencos comunicados, rasgo interpretado como alusión simbólica a la fertilidad y al intercambio.

### SigloXIX
Según Benjamín Vicuña Mackenna, hacia comienzos del siglo XIX Rungue era una amplia estancia —denominada originalmente Rungui, voz indígena derivada de rugan (“pozo”) usada para parajes secos— perteneciente al juez patriota Santiago Mardones. Durante la guerra de Independencia, Mardones ofreció públicamente donar un lote de sus tierras en Rungue o San Roque al primer soldado que capturase un cañón enemigo, lo que refleja el temprano valor estratégico y simbólico del fundo. Para 1870 las tierras eran propiedad de Blas Mardones, intendente de Aconcagua.
En 1812 la zona cobró notoriedad por el hallazgo fortuito de un placer de plata: un labriego llamado Martín Vega descubrió rodados argentíferos que, según los cronistas, produjeron entre doscientos y trescientos pesos de metal en pocos días. La noticia desató una fiebre minera que atrajo gente desde Santiago y obligó a disponer tropas para mantener el orden. La veta, pronto bautizada “la mina maldita”, alimentó relatos populares sobre promesas religiosas, litigios y desgracias entre quienes pretendieron apropiarse del filón.
En septiembre de 1863 se inaugura la estación Rungue, parte del Ferrocarril de Valparaíso a Santiago, conectando a la localidad con Valparaíso y Santiago.
Los episodios vinculados al depósito de plata, junto con la posición de Rungue junto al estero homónimo —donde más tarde se levantaría el “Puente de la Lata”, paso obligado del ferrocarril central—, contribuyeron a consolidar un pequeño núcleo poblado y un topónimo estable ya a mediados del siglo XIX. Esta convergencia de propiedad rural, leyendas mineras y obras de infraestructura explica el surgimiento de la actual localidad de Rungue como enclave agrícola y ferroviario en la comuna de Tiltil.

### SigloXX
En 1924 se inauguró una subestación eléctrica de hormigón armado en la localidad, dentro del plan de electrificación del ferrocarril.
El embalse Rungue es inaugurado en 1964.
El ferrocarril para pasajeros deja de circular en marzo de 1992.

## Economía
Sus principales actividades económicas son la agricultura y ganadería. En esta aldea se encuentra una estación del antiguo ferrocarril de Valparaíso a Santiago.

## Literatura adicional
- Turismo y Comunicaciones S.A., TURISCOM (2003). Turistel Norte. ISBN 956-7264-98-8.